# Siège de Myawaddy
Guerre civile de 2021-2023 en Birmanie
Batailles
- Conflit armé birman
- Coup d'État de 2021 en Birmanie
- Manifestations de 2021-2022 en Birmanie
  - Mort de Mya Thwe Thwe Khine (en)
  - Mort de Kyal Sin (en)

Théâtres :
- Chin (en)
- Zone sèche (en)
- État de Rakhine (en)

Violences et affrontements précoces :
- Tentative d'assassinat de Bai Yingneng (en)
- Hlaingthaya
- Alaw Bum
- Kalay
- Thapyayaye
- Taze (en)
- Pégou
- Naungmon (en)
- Thaw Le Hta
- Mindat (en)
- Muse (en)
- Mandalay (en)
- Myin Thar (en)
- Myawaddy (en)
- Tabayin (en)
- 1re Demoso
- 1re Loikaw (en)

Campagne de 2021-2022 :
- Kachinthay (en)
- Lay Kay Kaw (en)
- Hnan Khar (en)
- Mo So
- Chindwin (en)
- 2e Demoso (en)
- 2e Loikaw (en)
- Thantlang
- Mon Taing Pin (en)
- Pekon (en)
- Let Yet Kone
- Khin-U (en)
- Assassinat de Ohn Thwin
- Kawkareik
- Meurtre de Saw Tun Moe (en)
- Hpakant
- Ti Bwar

Campagne de 2023-2024 :
- Tar Taing
- Pazigyi
- Pinlaung (en)
- Mese (en)
- Shwe Kokko
- Kanaung
- Laiza
- Taungthaman (en)
- 1027
  - Chinshwehaw (en)
  - Namhsan (en)
  - Laukkai
  - Kaladan
  - Lashio
- 3e Loikaw (en)
  - 1107
- Kyindwe (en)
- Kachin (en)
  - Bhamo (en)
- Myawaddy
- Rakhine
  - Buthidaung (en)
  - Byian Phyu
  - Ann
- Confrérie Chin (en)
- Assassinat d'Ashin Munindabhivamsa (en)
- Budalin
- Myingyan (en)
- Bhamo (en)
- Ngape (en)

Le siège de Myawaddy est un important engagement militaire survenu début 2024 lors de la guerre civile en Birmanie. Le siège a lieu dans la ville de Myawaddy, située à la frontière orientale avec la Thaïlande.

## Contexte
Myawaddy est une ville frontalière vitale pour le commerce terrestre entre la Birmanie et la Thaïlande. La junte militaire, qui prend le pouvoir en Birmanie lors du coup d'État de 2021, est confrontée à une escalade des attaques des insurgés de souche karen, soutenus par d'autres factions anti-coup d'État. L'Union nationale karen (KNU), en particulier, est engagée dans une lutte pour l'autonomie depuis l'indépendance de la Birmanie en 1948.

## Déroulement
Depuis décembre 2023, les forces Karen ciblent les forces de la junte à Kawkareik ainsi que sur la route Hpa-An-Myawaddy, qui fait partie de la route d'Asie 1.
Le siège commence par des semaines d'attaques soutenues menées par des insurgés de l'ethnie karen contre des positions militaires à Myawaddy et dans ses environs. Après un siège prolongé et plusieurs jours de négociations, le 5 avril, plus de 600 soldats de la junte stationnés à Myawaddy acceptent de se rendre au KNU et se retirent de l'autre côté de la frontière vers Mae Sot, ne laissant que le 275e bataillon d'infanterie légère (LIB), positionné près de l'entrée ouest de la ville, pour défendre la ville. Le 7 avril, les responsables de la junte fuient vers la Thaïlande. La junte demande à la Thaïlande un vol militaire depuis Mae Sot pour évacuer certains responsables et d'autres en attente de refuge à la frontière.
Des troupes de l'Armée Karen de libération nationale (KLNA) et des Forces de défense du peuple (PDF) sont aperçues au poste frontière du pont de l'amitié entre la Thaïlande et la Birmanie (en), dans le nord-est de Myawaddy, dans la matinée du 9 avril. Plus tard dans l'après-midi, le KNLA et les PDF lancent un assaut intensif contre la base du 275e LIB. Les combats se terminent tard le lendemain, lorsque le KNLA et les PDF capturent la base du 275e LIB. Plus de 200 soldats de la junte se retirent vers un autre pont situé à la frontière. En réponse, la Thaïlande déploie la 3e armée le long de la frontière. La junte commence à envoyer des renforts dans une contre-offensive pour reprendre la ville, mais est bloquée à Kyondoe,. Le 12 avril, les responsables thaïlandais et le porte-parole de la KNU confirment la capture de Myawaddy. La junte riposte par des frappes aériennes alors que les habitants déclarent que le KNLA n'est pas dans les rues de la ville.

## Conséquences
Malgré le rôle majeur du KNLA dans la capture de Myawaddy, les groupes KNLA et PDF cède le contrôle de la ville à l'Armée nationale karen (en) (KNA), au Conseil de paix KNU/KNLA (KNU/KNLA-PC) et à l'Armée démocratique karen bienveillante (en) (DKBA-5) pour assurer la sécurité au sein de la ville. Selon le KNU/KNLA-PC, la KNA joue un rôle majeur dans les négociations entre la KNU et la junte concernant Myawaddy.

### Opération Aung Zeya
Après la capture de Myawaddy, la Division d'infanterie légère (LID) 55, composée d'environ 1 000 hommes et qui serait dirigée par le commandant en second de la junte Soe Win, commence à tenter de traverser la chaîne de Dawna (en) pour reprendre la ville dans le cadre d'une contre-offensive connue sous le nom d'"Opération Aung Zeya". Le LID 55 est continuellement intercepté par le KNLA et ses alliés, étant contraint de battre en retraite et aurait subi de lourdes pertes. Le 19 avril, le MNLA-AMD commence à lancer des attaques contre un convoi de la junte dans le canton de Kyaikmaraw (en) se dirigeant vers Myawaddy pour reprendre la ville aux forces anti-junte. À la fin du 19 avril, la KNLA commence à lancer des attaques contre les 150 soldats restants de la junte du 275e LIB qui se retirent sous le 2e pont de l'amitié Thaïlande-Myanmar le 10 avril, le dernier bastion de la junte dans la ville. La junte répond par des frappes aériennes.
Le 23 avril, la Tatmadaw reprend la 275e base du LIB. Le 24 avril, les rebelles karens se retirent de la ville de Myawaddy et l'armée nationale karen et la Tatmadaw prennent le contrôle conjoint de la ville de Myawaddy.

## Impact
Le commerce via Myawaddy est déjà en déclin en raison des affrontements dans les zones voisines. Les chiffres officiels du ministère du Commerce de la junte birmane montrent une baisse significative de la valeur des échanges commerciaux entre avril 2023 et février 2024. Le conflit en cours entre l'armée et les forces anti-régime exacerbe encore le déclin du commerce, affectant à la fois les routes commerciales frontalières légales et non officielles.